# Salinello
A Salinello egy olaszországi folyó, mely a Monti della Laga egyik csúcsának, a Monte Pianacciónak (1220 m) lejtőjéről ered. Átszeli Teramo megyét majd Civitella del Tronto mellett az Adriai-tengerbe torkollik. Az ókorban Salinum Flumen néven ismerték (jelentése sós folyó), mivel a torkolatvidékének környékén jelentős sótelepek találhatók. Mellékfolyói a Goscio, Goscio di Floriano, Fosso Grande és Il Rio.